# Medimax
Medimax – gazowiec o maksymalnej pojemności ładunkowej 70 tysięcy m³ gazu LNG. Statki tej wielkości eksploatowane są na szlaku dowozowym pomiędzy Algierią a śródziemnomorskim wybrzeżem Francji. Pojemność jednostek ograniczona jest wielkością portów Skikda oraz Fos-sur-Mer. Obecnie wartość ta wzrosła do 74 tysięcy m³ gazu LNG - po zastosowaniu zbiorników membranowych. W niedalekiej przyszłości najnowsze technologie tj.: zbiorniki membranowe wykonane w technologii CS1 oraz napęd spalinowo - elektryczny zamiast turbo - parowego, pozwolą przesunąć granicę do 154 tysięcy m³.